# Loconville
 Loconville  ist eine französische Gemeinde mit 331 Einwohnern (Stand 1. Januar 2022) im Département Oise in der Region Hauts-de-France. Sie gehört zum Arrondissement Beauvais und zum Kanton Chaumont-en-Vexin.

## Geographie
Die Gemeinde Loconville liegt in der Landschaft Vexin français, rund zehn Kilometer östlich von Gisors. Sie erstreckt sich im Süden bis zum Canal de la Garenne im Tal des Oberlaufs der Troësne. Nachbargemeinden von Loconville sind Boissy-le-Bois im Nordosten, Fay-les-Étangs im Osten und Südosten, Liancourt-Saint-Pierre im Süden sowie Chaumont-en-Vexin im Westen und Nordwesten.

## Einwohner
| Einwohner                  | 136 | 206 | 225 | 233 | 255 | 259 | 351 | 330 |
| Quellen: Cassini und INSEE |     |     |     |     |     |     |     |     |

## Sehenswürdigkeiten
- Kirche Saint-Lucien aus dem 12. Jahrhundert mit quadratischem Vierungsturm und einem im 16. Jahrhundert erneuerten Chor
- Herrenhaus Gagny mit dem Gehöft Ferme de Gagny
- Calvaire aus dem Jahr 1841

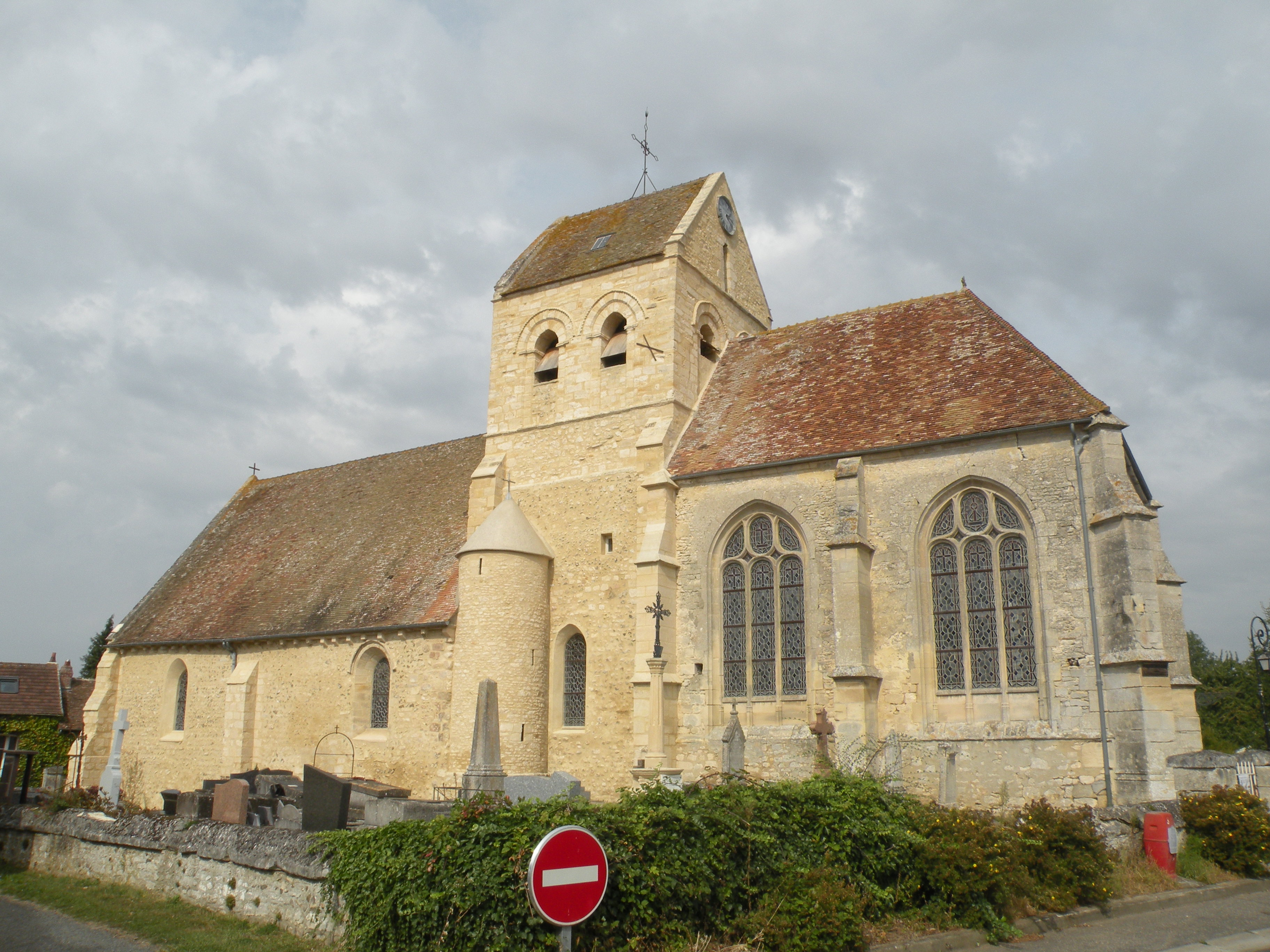
Kirche Saint-Lucien
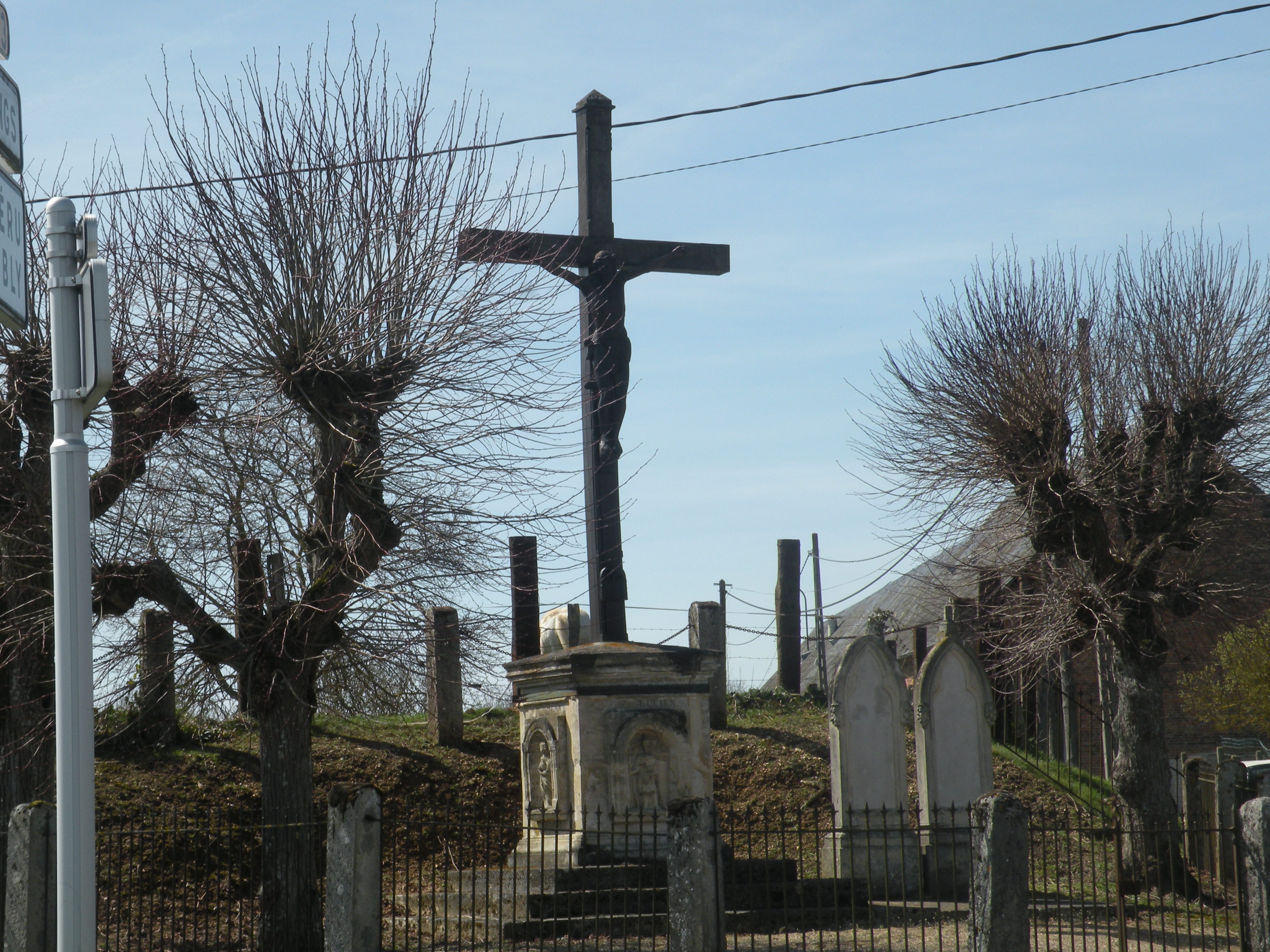
Calvaire

## Persönlichkeiten
Das Herrenhaus Gagny war im Besitz der Musikerfamilie Vartan. Johnny Hallyday (1943–2017) und Sylvie Vartan (* 1944) haben 1965 in Loconville geheiratet.